# Shalabhasana

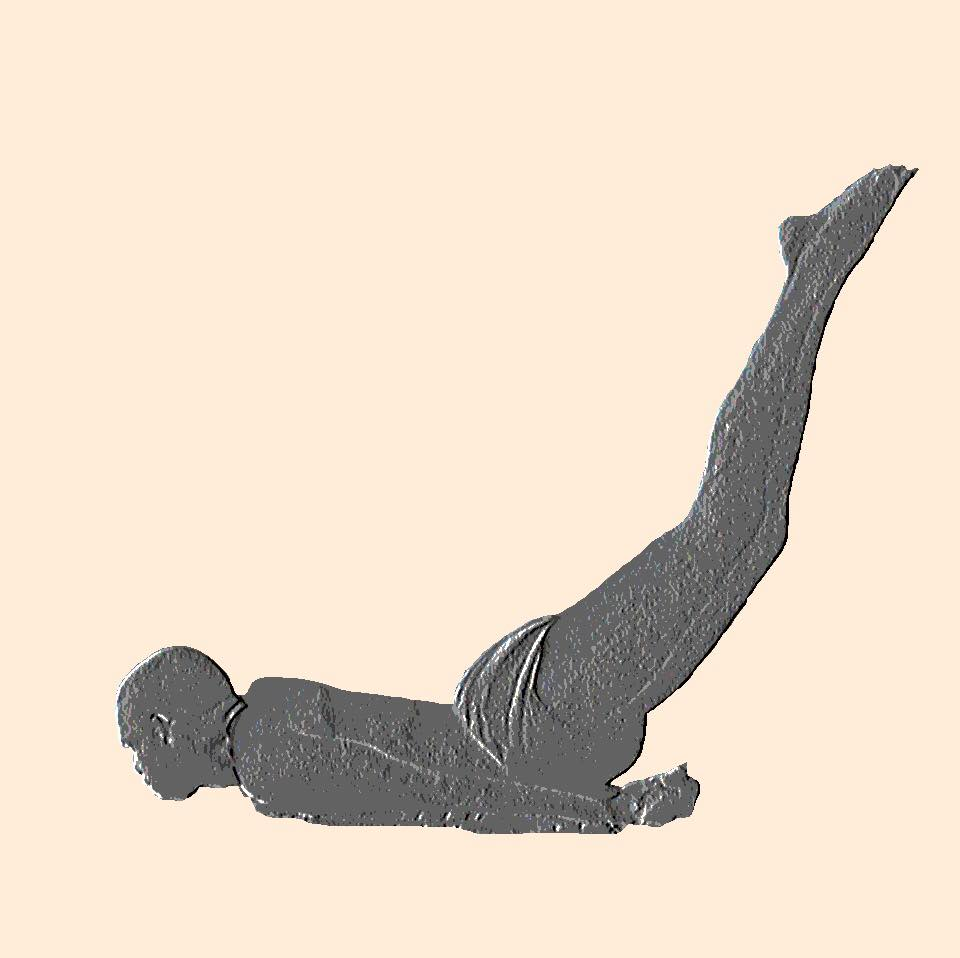
Shalabhasana

Shalabhasana (Sanskrit शलभासन, IAST śalabhāsana) oder Salabhasana, deutsch Heuschrecke, ist eine klassische Übung des Yoga. Der Sanskritname śalabhāsana bildet sich aus den Wörtern śalabha „Heuschrecke“ und āsana „Sitz“ oder allgemeiner übersetzt „Körperhaltung“.
Shalabhasana ist Teil der Rishikesh-Reihe, der Yoga Vidya Grundreihe sowie der zweiten und dritten Serie im Ashtanga (Vinyasa) Yoga.

## Körperliche Ausführung
In der Hathapradipika ist Shalabhasana nicht erwähnt, wohingegen die Gherandasamhita in Vers II, 39 die Ausführung dieser Stellung beschreibt: „Liege auf dem Boden mit dem Gesicht nach unten, beide Hände sind auf Höhe der Brust platziert und berühren den Boden mit den Handflächen, hebe die Beine einen Cubit hoch in die Luft. Dies nennt man die Stellung der Heuschrecke.“
Diese ursprüngliche Beschreibung der Stellung wurde weiter entwickelt und heute unterscheidet man in den Yogatraditionen zwischen Ardha Shalabhasana, von ardha „halb“, bei der abwechselnd ein Bein gehoben wird, Shalabhasana, bei der beide Beine in der Luft sind und Purna Shalabhasana, purna bedeutet „ganz“, bei der Beine und Rumpf vertikal zu einem großen Halbmond aufgerichtet sind.

### Ardha Shalabhasana

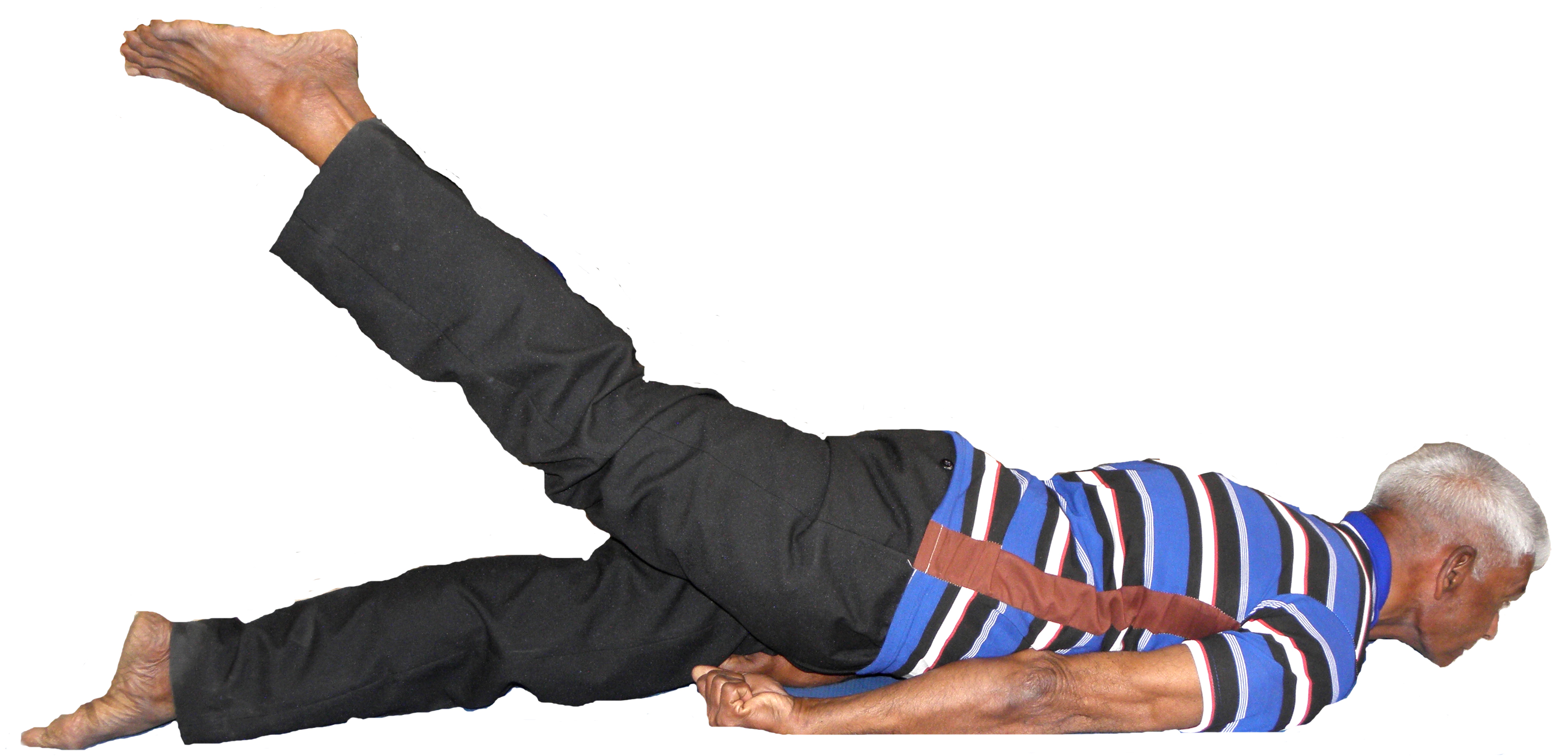
Ardha Shalabhasana

Das Sivananda Yoga Vedanta Zentrum empfiehlt, für die Ausführung der Halben Heuschrecke in die Seitenlage zu gehen, die zu den Beinen gestreckten Hände zu Fäusten zu ballen, die Daumen parallel aneinander zu legen und sich dann in die Bauchlage zu drehen. Die Ellbogen sollen möglichst nah zusammen sein. Dann das rechte Bein hochheben und dabei die Arme als Hebel benutzen. Mit dem linken Bein wiederholen.
Die Dynamik des abwechselnden Anhebens der Beine wird bei André van Lysebeth ausdifferenziert. Beim Heben beispielsweise des linken Beines solle man sich „von der Idee durchdringen lassen, daß nur die linke Seite des Körpers arbeitet und die andere soweit wie möglich entspannt bleibt.“ Er legt Wert darauf, dass sich das Becken weder seitlich bewegen noch heben dürfe. Auch solle man vermeiden, sich auf das entgegengesetzte Knie zu stützen, um das Bein weiter in die Höhe zu bekommen. Die Hände sind nach seiner Anleitung mit den Handflächen nach unten nahe der Oberschenkel. Im Bikram-Yoga findet sich ebenfalls der Hinweis, mit dem Heben eines Beines die Hüfte nicht zu drehen oder zu heben.

### Shalabhasana

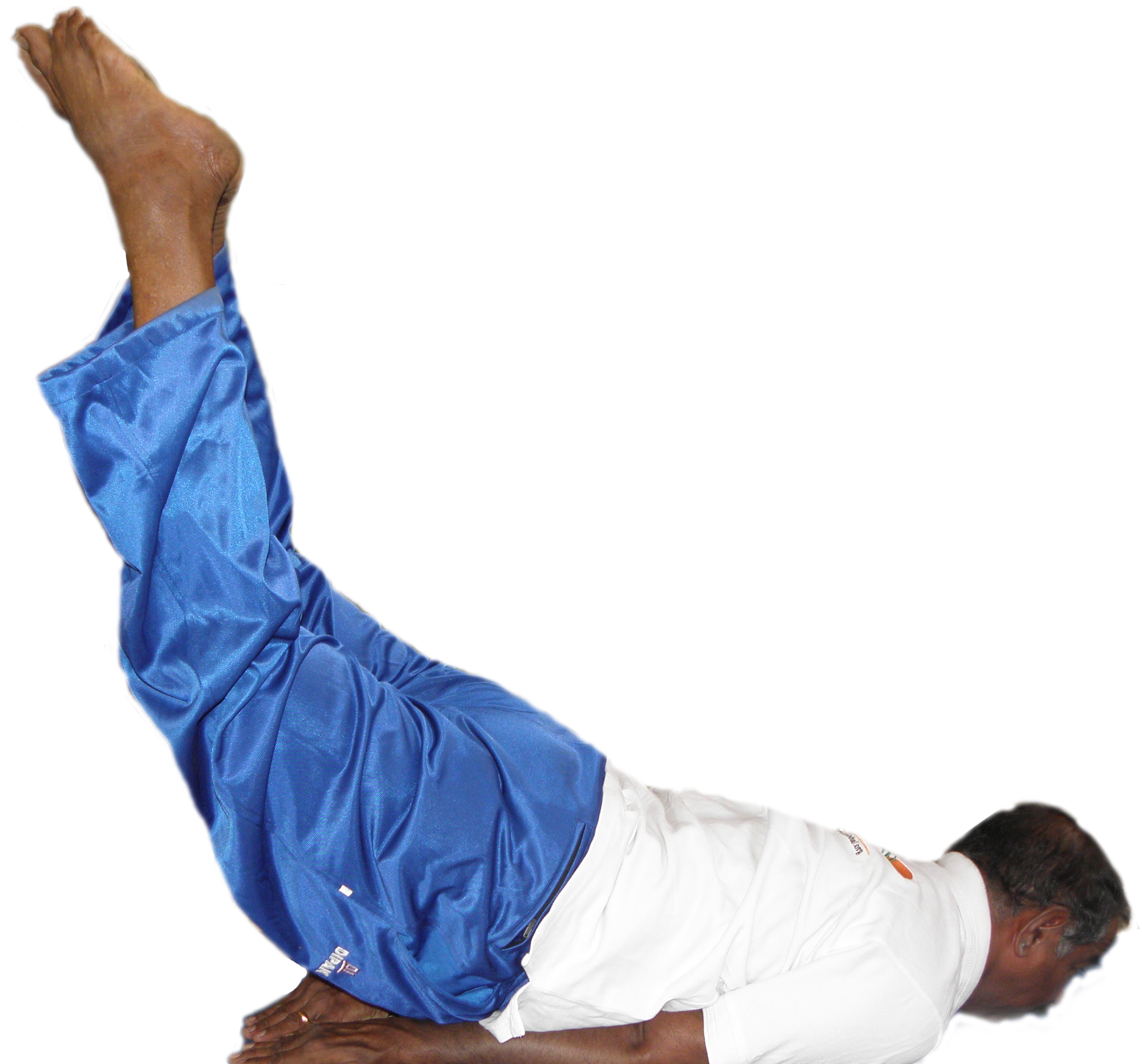
Shalabhasana

Swami Vishnudevananda lehrt, zum Heben beider Beine den Körper zu versteifen und die Beine bei gestreckten Knien langsam hochzuheben.
Bei Swami Sivananda finden wir den Hinweis: „Auch das Kreuzbein wird mit den Beinen ein wenig angehoben. Brust und Hände fühlen jetzt die ganze Last der Beine.“

### Varianten von Shalabhasana

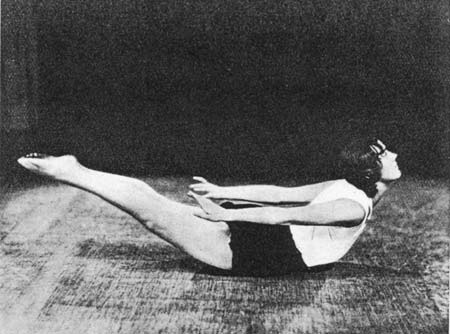
Ausführung Shalabhasana nach Iyengar-, Ananda- und Bikram-Yoga (als Variante); Mollie Bagot Stack 1931

B. K. S. Iyengar lässt für Shalabhasana die Arme nach hinten ausstrecken und sie dann zusammen mit Kopf, Brust und Beinen gleichzeitig vom Boden heben. Der Körper gestaltet die Form einer Schale. Die Tradition des Ananda-Yoga, der von Swami Kriyananda nach den Lehren von Yogananda entwickelt wurde, kennt für die Heuschrecke neben der oben beschriebenen auch diese Art der Ausführung. Diese Stellung ist Teil der zweiten Serie des Ashtanga (Vinyasa) Yoga. Im Bikram-Yoga bezeichnet man diese Ausführung mit dem Namen Poorna-Shalabhasana.
Wenn in der vollständigen Heuschrecke die Beine gebeugt und auf oder neben dem Kopf platziert werden, nennt B. K. S. Iyengar diese Stellung Ganda Bherundasana. Im Sanskrit bedeutet ganda „Wange“ und bherunda „schrecklich, furchtbar“.
Bei Viparita Shalabhasana werden die Beine über den Kopf hinaus geführt und berühren möglichst gestreckt mit den Füßen den Boden. Viparita bedeutet „umgedreht“ und spielt auf Halasana an, weil die Bewegungen im Vergleich zum Pflug genau die umgekehrten sind. Ganda Bherundasana und Viparita Shalabhasana sind Übungen in der dritten Serie des Ashtanga (Vinyasa) Yoga. Siehe zu diesen beiden Asana auch Beispielvideos unter Weblinks.

## Gesundheitliche Aspekte
Erling Petersen berichtet, dass Shalabhasana eine kräftigende und zusammenziehende Übung sei, „welche die Muskeln von Gesäß, Lenden und Rücken und bis zu einem gewissen Grad auch die des Beckens trainiert.“
Swami Sivananda erwähnt die Erfahrung, dass diese Haltung alle Arten von Muskelschmerzen der Lendengegend beseitige. Da die Übung das Rückgrat nach hinten krümme, sei sie „ein Gegenmittel gegen Paschimottanasana oder Padahasthasana. Bhujangasana entwickelt die obere Körperhälfte, während Salabhasana den Unterleib und die unteren Extremitäten kräftigt.“